# ニボク地区
ニボク地区（Nibok District）は、ナウルの1地区。同国の南西部に位置する。国営ナウル・リン鉱石会社のフィールド・ワークショップの施設がある。
- 地区面積:1.6km²
- 地区人口:460人